# Баблер малий
Ба́блер малий (Dasycrotapha plateni) — вид горобцеподібних птахів родини окулярникових (Zosteropidae). Ендемік Філіппін. Вид названий на честь німецького орнітолога Карла Константіна Платена.

## Опис
Довжина птаха становить 10 см. Лоб, скроні і підборіддя чорно-бурі, поцятковані білими смужками, задня частина шиї, горло і верхня частина грудей рудувато-коричневі, поцятковані білими смужками. Спина олтвково-коричнева, легко поцяткована білими смужками. Крила і хвіст коричневі з оливковими краями, нижня частина живота і гузка білі. Дзьоб сизий, на кінці білий. Навколо райдужок рожевувато-оранжеві кільця. Лапи сірі.

## Поширення і екологія
Малі баблери є ендеміками острова Мінданао. Вони живуть у вологих рівнинних тропічних лісах і лісових масивах. Зустрічаються парами або невеликими зграйками, на висоті від 100 до 1100 м над рівнем моря. Іноді приєднуються до змішаних зграй птахів. Живляться комахами і дрібними плодами. Сезон розмноження триває з березня по травень.

## Збереження
МСОП класифікує стан збереження цього виду як близький до загрозливого. Малі баблери є рідкісним видом птахів, яким загрожує знищення природного середовища.